# Sansevieria arborescens
Sansevieria arborescens ist eine Pflanzenart aus der Gattung Sansevieria in der Familie der Spargelgewächse (Asparagaceae). Das Artepitheton arborescens stammt aus dem Lateinischen und bedeutet ‚baumförmig‘ und bezieht sich auf die Wuchsform.

## Beschreibung
Sansevieria arborescens wächst als ausdauernde, sukkulente Pflanze mit einem aufrechten dicht beblätterten Stamm mit unterirdisch verlaufenden Rhizom und einer Höhe von bis zu 1,50 Meter und einem Durchmesser von bis zu 3 Zentimeter. Die spiral zurückgebogenen oder zurückgebogenen und ausgebreiteten Laubblätter sind linealisch-lanzettlich oder linealisch. Die einfache Blattspreite ist flach, 15 bis 22 Zentimeter lang und bis zu 3 Zentimeter breit und 6 Millimeter dick. Die Oberflächen sind glatt, grasgrün mit verhärteten bräunlichen Spitzen und weißlichen oder rötlichen leicht gewellten Rändern.
Die rispig verzweigten Blütenstände sind bis 55 Zentimeter lang. Die Rispen sind locker mit vier bis sechs Blüten pro Büschel besetzt. Das Tragblatt ist lanzettlich zugespitzt und etwa 2 bis 3 Millimeter lang. Der Blütenstiel ist 6 Millimeter lang. Die Blütenhüllblätter sind weiß. Die Blütenröhre ist 6 bis 7 Millimeter lang. Die Zipfel sind etwa bis 9 Millimeter lang.
Die Chromosomenzahl beträgt {\displaystyle -2n=76}.

## Verbreitung
Sansevieria arborescens ist in Tansania und in Kenia im Halbschatten des Tieflandes und des Acacia-Buschlandes verbreitet.

## Taxonomie
Die Erstbeschreibung von Sansevieria arborescens erfolgte 1903 durch Joseph Gérôme und M. O. Labroy.
Ein Synonym für Sansevieria arborescens Cornu ex Gérôme & Labroy ist: Sansevieria zanzibarica Gérôme & Labroy (1903).

## Nachweise